# Museo palazzo Ricci
Il Museo Palazzo Ricci è un museo di Macerata con sede nell'omonimo palazzo che conserva ed espone la collezione di opere di arte contemporanea iniziata negli anni '70 dalla Cassa di risparmio della provincia di Macerata, ed oggi di proprietà della Fondazione Carima.

## Storia

### Gli anni settanta e l'idea Palazzo Ricci
Se la Cassa di risparmio della provincia di Macerata fu costituita con finalità filantropiche per Regio decreto nell'ottobre 1929, nel corso degli anni '70 sorse l'esigenza di individuare uno spazio per contenere la collezione di opere d'arte acquisite nel corso del tempo, anche per sostenere come mecenati il circuito di artisti ed intellettuali locali e nazionali. Se il mecenatismo ed il collezionismo bancario non era certo una novità, esso era storicamente perlopiù diretto verso l'arte accademica del XIX secolo, mai verso i fenomeni delle avanguardie artistiche del '900. E se Macerata fu un vivace centro di attività del secondo futurismo con artisti di risonanza nazionale come Ivo Pannaggi, Wladimiro Tulli, Bruno Tano ed Umberto Peschi, l'idea della Cassa di risparmio di intraprendere un percorso collezionistico sulle avanguardie storiche italiane trovò una prima concretezza fattuale nel 1975 con l'acquisto dell'opera Treno in corsa di Ivo Pannaggi, aprendo così ad un programma di acquisizione che negli anni successivi portò all'acquisto di opere di marchigiani come Scipione, Osvaldo Licini, Mario Tozzi, Luigi Bartolini, Corrado Cagli.
Fu invece del 1976 l'acquisto da parte della Cassa di risparmio della provincia di Macerata dell'antico Palazzo Ricci, originariamente allo scopo di insediarvi la sede bancaria. La struttura si rivelò però inadeguata a tale scopo, e dopo un periodo di restauro durato 5 anni che comportò anche il ripristino degli affreschi e l'arredo in stile settecentesco, il Palazzo divenne la sede privilegiata della collezione d'arte della banca.

## Collezione[4]
- Pietro Annigoni
- Giacomo Balla
- Mirko Basaldella
- Floriano Bodini
- Remo Brindisi
- Alberto Burri
- Giuseppe Capogrossi
- Felice Carena
- Andrea Cascella
- Pietro Cascella
- Primo Conti
- Antonio Donghi
- Gerardo Dottori
- Leonardo Dudreville
- Pericle Fazzini
- Quinto Ghermandi
- Emilio Greco
- Renato Guttuso
- Osvaldo Licini
- Mario Mafai
- Alberto Magnelli
- Giacomo Manzù
- Arturo Martini
- Marcello Mascherini
- Umberto Mastroianni
- Francesco Messina
- Giuseppe Migneco
- Luciano Minguzzi
- Ivo Pannaggi
- Augusto Perez
- Umberto Peschi
- Fausto Pirandello
- Giò Pomodoro
- Enrico Prampolini
- Antonietta Raphaël
- Ottone Rosai
- Gino Rossi
- Aligi Sassu
- Mario Schifano
- Gregorio Sciltian
- Gino Severini
- Mario Sironi
- Atanasio Soldati
- Orfeo Tamburi
- Valeriano Trubbiani
- Tancredi Parmeggiani
- Tato
- Arturo Tosi
- Mario Tozzi
- Giuliano Vangi
- Emilio Vedova
- Renzo Vespignani